# منقارية خشنة الأوبار
منقارية خشنة الأوبار (الاسم العلمي:Rostraria hispida) هي نوع من النباتات يتبع جنس المنقارية من الفصيلة النجيلية.